# Narodowy rezerwat przyrody Mionší
Narodowy rezerwat przyrody Mionší (cz. Národní přírodní rezervace Mionší) – narodowy rezerwat przyrody na terenie Czech, w kraju morawsko-śląskim, w powiecie Frydek-Mistek, pomiędzy miejscowościami Łomna Dolna i Łomna Górna, w Beskidzie Morawsko-Śląskim, na wysokości od 720 do 949 m n.p.m. Obejmuje grzbiet pasma Mionszy (883 m n.p.m.), Wielkiej Polany (893 m n.p.m.) i Upłazu (949 m n.p.m.), zajmuje 169,7 ha powierzchni w granicach CHKO Beskidy. Po raz pierwszy obszar ten został objęty ochroną prawną w 1933, w obecnej formie NPR Mionší funkcjonuje od 1954.
Ochronie podlega kompleks leśny w swym charakterze podobny do pierwotnych lasów Puszczy Karpackiej składających się z jodły i buka, z niewielkimi śródleśnymi polanami i pastwiskami, a także wychodniami skalnymi. Największe jodły sięgają wysokości 45-60 m, 1,5 m pierśnicy, a ich wiek szacowany jest na od 250 do 450 lat. Oprócz dominujących jodły i buka na las składają się w dużej domieszce jawory, a w wyższych partiach rezerwatu świerk. Miejscami występuje również jesion, klon zwyczajny, wiąz górski, czereśnia ptasia. W runie występują żywiec dziewięciolistny i bulwkowaty, lilia złotogłów, miesiącznica trwała, niecierpek pospolity, śnieżyczka przebiśnieg. W podszycie rośnie dziki bez koralowy, wawrzynek wilczełyko i wiciokrzew czarny. Na faunę składa się 110 gatunków kręgowców, w tym 73 gatunki ptaków, 5 gatunków płazów i 4 gatunki gadów.
Rezerwat jest w większości zamknięty dla ruchu turystycznego, udostępniona jest jednak ścieżka dydaktyczna położona wzdłuż północno-zachodniej granicy rezerwatu.